# Aniceto Molina
Aniceto de Jesús Molina Aguirre (El Campano, Pueblo Nuevo, Córdoba, Colombia, 17 de abril de 1939-San Antonio, Texas, 30 de marzo de 2015) fue un acordeonista y cantautor colombiano nacionalizado mexicano. Su mayor éxito fue la "Cumbia sampuesana" que, aunque no es de su autoría, su versión es la más conocida y la más sonada en Estados Unidos, México y Centroamérica. Su ritmo muy particular y la mezcla de instrumentos de vientos, metales y madera con el acordeón le dieron la distinción entre los exponentes de la cumbia. Tuvo éxito en México, pero después de grabar “Josefina” y llegar a El Salvador, su éxito en el país centroamericano fue inevitable: compuso temas al público salvadoreño como “El peluquero”, “El garrobero”, “La fiesta cumbiambera“, entre otros.

## Carrera musical
Comenzó a tocar el acordeón a los 12 años. Su carrera se extendió por más de cuatro décadas, alcanzando popularidad en varios países latinoamericanos, especialmente en El Salvador.
Aniceto Molina vivió en México, en la ciudad de Torreón, Coahuila. y en México, D.F. de 1970 a 1985, donde tocó con La Luz Roja de San Marcos, Gro. en donde su fama fue al alza, luego emigró a San Antonio, Texas, en Estados Unidos.
Algunas de sus canciones más exitosas incluyen "La cumbia sampuesana", "El campanero", "La gorra", "La burrita" y "El  gallo mojado", entre otras. Molina continuó haciendo giras junto su grupo, "Los Sabaneros", visitando los Estados Unidos, Canadá, México, América Central y América del Sur. Varias de sus canciones han sido interpretadas por incontable números de artistas de cumbia de toda Latinoamérica.[cita requerida]

## Historia
Aniceto Molina nació un 17 de abril de 1939 en El Campano Córdoba Colombia, su gusto por la música comenzó desde muy pequeño, a los 12 años aprendió a tocar acordeón escuchando música vallenata, lo tradicional de Colombia, a los 18 años Molina se muda a vivir a El Salvador con su tío, allá sigue tocando su música y cumpliendo su sueño de ser lo que quería ser, en 1970 Aniceto viaje a México a la ciudad de Torreón Coahuila a tener una presentación a lado de la Sonora Dinamita de Lucho Argain con quién llevaba una linda amistad, Molina después de varias giras en suelo mexicano decide quedarse a vivir en tierra lagunera hasta 1982 donde se muda a la Ciudad De México por giras al sur Aniceto dijo (que le había tomado cariño y amor a la comarca lagunera por su gente y su música muy parecida a Colombia se sentía como en casa, pero por las giras al sur del país tenía que hacer el cambio de vivienda por las dificultades de los viajes)...en 1986 Aniceto hace su último cambio de vida en los Estados Unidos se muda a San Antonio Texas en donde vive el resto de su vida hasta el 30 de marzo de 2015 donde lamentablemente Aniceto Molina fallece, hoy en día sus restos se encuentran descansando en su natal El Campano Córdoba ciudad de Colombia.

## México y Estados Unidos
Colombia me vio nacer, es y será por siempre mi patria, mi casa. México me dio la oportunidad de crecer, de ser lo que soy hoy en día en el mundo artístico; [para] uno como extranjero no es nada fácil triunfar en otro país y menos en México, cuando México es la base musical de todo el continente americano con los grandes artistas que ha dado (Los Tigres del Norte, Marco Antonio Solís, Rigo Tovar, Vicente Fernández, Juan Gabriel, Joan Sebastián, José José, Pedro Infante, José Alfredo Jiménez, etcétera). No es nada fácil triunfar al lado de ellos. Estados Unidos, al igual que México, fue mi segunda casa y mis últimos años de vida los he estado viviendo acá y me siento tranquilo y a gusto llevando mi música a todas partes sin olvidar a mi Colombia de mis amores, papá; y a mi México lindo y querido.

## Discografía
- Cumpliendo un sueño (1960)
- Vol. 2 (1962)
- Para bailar (1964)
- Playas marinas (1966)
- El Salvador vallenato (1968)
- La laguna sabanera (1970)
- Cumbias con mariachi (1971)
- La bicicleta (1972)
- Josefina (1973)
- Tropicales (1974)
- Cumbias y más cumbias (1975)
- Inmortales (1976)
- Vallenato mexicano (1977)
- A solas con mi acordeón (1978)
- Brindemos por las mujeres (1979)
- 10 años tequila y cerveza (1980)
- El poeta del amor (1981)
- Vámonos de rumba (1982)
- Por ustedes (1983)
- Cumbia tropical (1984)
- Gracias México (1985)
- Los Sabaneros de Molina (1987)
- Puro vallenato (1989)
- Así es Colombia (1990)
- El rey de Colombia (1991)
- El rey de la cumbia (1992)
- Las mujeres de... (1993)
- Vallenato (1995)
- Texas ya baila... que chimba (1995)
- Mucha quebradita (1996)
- De Vallenato a Cumbia (1997)
- El Tigre Sabanero (1998)
- De parranda con... (1998)
- El burro moro (1999)
- Puro movimiento (2000)
- El cóndor legendario (2001)
- Embajador de la cumbia y vallenato clásico (2002)
- Aniceto Molina En Vivo (2002)
- Fiesta cumbiambera (2002)
- Las 16 de Tony (2003)
- Vendí mi moto (2004)
- La Machaca (2004)
- Como siempre echando pa'lante (2004)
- Más sabroso que nunca (2005)
- México y Colombia (2006)
- Mi sombrero sabanero (2006)
- La trayectoria (2007)
- El Toro de tres palos (2008)
- Señor tabernero (2008)
- Sembrando café (2009)
- Ayer, Hoy y Mañana (Cuando el hombre llega a viejo) (2010)
- El machito (2013)
- Desde el Cielo (2015)
- Desde el Cielo Vol. 2 (2015)

## Canciones más populares
- Cumbia cienaguera
- El campanero
- Cumbia sampuesana
- La Paisana
- Negra Caderona
- Ana Laura
- El Pica  Pica
- El diario de un borracho
- El Tao Tao
- El tigre y el gavilán (a dueto con chicos de barrio de Torreón, Coahuila, México)
- La cleptómana (a dueto con Lisandro Meza, de Medellín, Antioquia, Colombia)
- Coquito de Agua (Con Los Caporales del Magdalena)
- "Apartamento 3"
- La Cumbia Minguí
- El Gallo Mojado
- Josefina